# 雷賓卡河
雷賓卡河（俄语：Рыбинка）是俄羅斯的河流，位於莫斯科東北部，屬於伏尔加河流域亞烏扎河的右支流，河道全長5公里，流域面積3.5平方公里。